# 간이 정신 상태 검사
간이 정신 상태 검사(Mini-Mental State Examination) 또는 '간이치매검사' 또는 폴스타인 테스트(Folstein test)는 인지 장애를 측정하기 위해 임상 및 연구 환경에서 광범위하게 사용되는 30점만점 설문지이다. 이것은 치매 검사를 위해 정신의학 및 심리 건강에 일반적으로 사용된다. 또한 인지 장애의 심각성과 진행률을 추정하고 시간이 지남에 따라 개인의 인지 변화 과정을 확인하는 데 사용된다. 따라서 치료에 대한 개인의 반응을 문서화하는 효과적인 방법이다. MMSE의 목적은 그 자체로 특정 질병분류(nosological)에 대한 진단을 제공하는 것은 아니다.

## 원인질환
치매의 원인질환을 추가적으로 평가하기 위해서 혈액검사,소변검사,뇌영상검사등이 활용될수있다.

## 같이 보기
- 정신상태검사
- 신경심리검사